# Mordellistena parabrevicauda
Mordellistena parabrevicauda es una especie de coleóptero de la familia Mordellidae.

## Distribución geográfica
Habita en (Mongolia).